# Andrés Watson
Andrés Watson (Florencio Varela, 11 de marzo de 1973, Provincia de Buenos Aires) es un abogado,  y político argentino, intendente del partido de Florencio Varela, electo en las elecciones generales de 2019, con mandato desde el 10 de diciembre de ese mismo año y en el cargo desde el 10 de diciembre de 2017, sucediendo a Julio Pereyra, quien fuera electo diputado provincial y permaneciera como intendente durante los 25 años previos.

## Reseña biográfica
Trabajador del Municipio de Florencio Varela desde 1992, pasó por distintos escalafones de la administración pública local, durante la gestión del intendente Julio César Pereyra. Fue instructor sumariante de la dirección de Sumarios entre 2002 y 2003 y se desempeñó como director de Legal y Técnica del gobierno Municipal entre abril de 2003 y junio de 2004, al tiempo que fue apoderado municipal, poder otorgado en 2003. 
En el período septiembre de 2009 hasta noviembre de 2013, se desempeñó como secretario de Gobierno del Departamento Ejecutivo de la Municipalidad de Florencio Varela. Y volvió a ocupar esa función entre julio de 2015 y noviembre de 2006 en enero de 2017.
Fue primer concejal electo por el Frente para la Victoria del Partido Justicialista, en las elecciones generales octubre de 2011.
Ejerció como concejal por el Frente para la Victoria del Partido Justicialista (Período 2011-2015), en ejercicio de mandato en el Honorable Concejo Deliberante de Florencio Varela, a partir del mes de noviembre de 2013. Y también fue concejal electo por el Frente para la Victoria en el período 2015 - 2019.
Fue además presidente de la Comisión de Obras Públicas, Viviendas y Nuevas Urbanizaciones del Honorable Concejo Deliberante de Florencio Varela, entre período de noviembre de 2013 a febrero de 2014. Y se desempeñó como presidente de la Comisión Permanente de Legislación Municipal, Cultura y Derechos Humanos (Actualmente Legislación Municipal y Cultura) de esa misma institución.
En el poder legislativo local fue además titular de la Comisión Permanente de Seguridad de Seguridad y Derechos Humanos del Honorable Concejo Deliberante de Florencio Varela, desde la fecha de su creación en agosto de 2014 y miembro integrante de la Comisión Permanente de Transporte y Turismo.
En distintas ocasiones fue Intendente Municipal Interino de la Municipalidad de Florencio Varela. Esta función la cumplió del 11 al 25 de enero de 2012; del 15 al 25 de agosto de 2014 inclusive; del 17 al 24 de agosto de 2015 inclusive; del 20 de enero al 1 de febrero de 2016 inclusive; del 11 al 16 de junio de 2016 inclusive y del 15 al 30 de julio de 2016 inclusive y entre el 2 de enero de 2017 al 15 de enero del mismo año. Volvió a esa función el 14 de enero de 2017. En las elecciones de octubre de 2019 fue electo intendente municipal de Florencio Varela, y asumió su cargo el 10 de diciembre de 2019. En 2023 fue reelecto intendente de Florencio Varela para el período 2023-2027.
También se desempeñó como profesor en la Escuela de Policía Local, Sede Escuela de Policía de Policía Coronel Julio Dantas en la materia Derecho Contravencional. En la actualidad también es Director Clase A en AySA S.A. a partir de enero de 2020.

## Centro Veterinario Municipal
El 24 de junio de 2021, en su primer año de mandato como Intendente, creó el primer Centro Veterinario Municipal de Florencio Varela. La piedra fundamental del edificio se emplazó en esa jornada, en el Día de San Juan Bautista, Santo Patrono de la Ciudad y de esa manera se estableció el inicio de la obra.
El Centro Veterinario Municipal se construye en las inmediaciones al Museo Guillermo Enrique Hudson, en Florencio Varela.

## Pandemia
Frente a la pandemia de Covid-19 en Argentina, el distrito de Florencio Varela fue uno de los que recibió el emplazamiento de los 12 Hospitales Modulares de Emergencia que el gobierno nacional de Argentina instaló en distintos puntos del conurbano bonaerense, Mar del Plata y en las provincias de Córdoba, Chaco y Santa Fe. 
Watson realizó la presentación del denominado HM11 a mediados de julio de 2020. El centro asistencial se instaló en la Unidad de Pronta Atención (UPA), ubicada en Avenida Novak Nº 899 en el barrio Kilómetro 26. El lugar tiene capacidad para 73 camas, de las cuales 22 son para recibir pacientes en unidad de terapia intensiva (UTI) y para el futuro post pandemia, las autoridades estiman que se sumará al sistema integral de salud varelense conformado por más de 40 centros de salud  y los hospitales Mi Pueblo y El Cruce “Néstor Kirchner” que integran el sistema hospitalario de Argentina.      